# 涼宮のん
涼宮 のん（すずみや のん、1996年11月30日 - ）は、日本のAV女優。ギルフィー所属。

## 略歴・人物
2015年10月、アダルトビデオメーカー・エスワンの専属女優としてAVデビュー。
趣味はマリンスポーツ。

## 出演作品

### アダルトDVD
2015年
- 新人 NO.1STYLE 涼宮のん AVデビュー 18歳（10月19日、エスワン）
- 涼宮のん、イキます。 初体験4本番（11月19日、エスワン）
- 隣に住んでる女子校生と親にバレないようにSEX三昧（12月19日、エスワン）

2016年
- おま○こ、くぱぁ。（1月19日、エスワン）
- 交わる体液、濃密セックス（2月19日、エスワン）
- 学校で評判のスポーツ系JKはホテルに連れ込まれドロドロの3Pセックスに堕ちる…。（3月25日、オーロラプロジェクト）
- 狙われた女子校生 鬼畜たちに輪姦される放課後の監禁教室（4月7日、アイエナジー）
- 国際線CAがフライト後通うエステで媚薬入りドリンクを飲ませたら鬼イキ発情（4月8日、V&R PRODUCE）
- 再婚相手の連れ子は美人女子校生姉妹!! 初めて皆で川の字で寝る事に…。明け方、年頃で可愛い妹のパジャマがはだけ、発育途中の身体を見て欲情してしまった僕は彼女を…!! ふと横を見ると、妹と僕がSEXしているのを気づいた姉が、興奮し身体をくねらせていたので… 5（5月1日、DOC）
- 涼宮のん18才 エスワン 全タイトル全コーナーコンプリートBEST8時間（5月7日、エスワン）※総集編
- ブラが浮く程の貧乳チラ見え女子は見られる事に興奮し、その羞恥心から股間を濡らす! 6（5月10日、DOC）
- プラチナ級 素人清楚妻による一生思い出に残り続ける優しい童貞筆おろし（6月10日、S級素人）
- 夫婦円満な俺だけど嫁の姉がことあるごとに色仕掛けでボクを誘惑! 嫁の姉との禁断中出し子作り生活（6月10日、V&R PRODUCE）
- AV女優 裸コレクション（7月8日、V&R PRODUCE）
- 子育て教室で赤ちゃんのおちんちんの皮むきを教える僕。極上新人ママに実習で僕の包茎ち●ぽを剥かせ、フル勃起ち●ぽを見せつけたら…（7月8日、DIY）
- 隣のギャルママ（7月13日、GALDQN）